# São Domingos do Cariri
São Domingos do Cariri este un oraș în Paraíba (PB), Brazilia.